# NGC 18
NGC 18 est une étoile double située dans la constellation de Pégase près de NGC 16. Cette paire d'étoile a été enregistrée par l'astronome suédois Herman Schultz (en).